# SN 1954aa
SN 1954aa – supernowa odkryta 2 kwietnia 1954 roku w galaktyce NGC 4129. W momencie odkrycia miała maksymalną jasność 19,90m.